# سينتيا خليفة
سينتيا خليفة مقدمة برامج، ممثلة، ومخرجة لبنانية، ولدت في 16 فبراير 1992 في بيروت، مولودة في عائلة مسيحية ولها أخوين، بدأت العمل منذ أن كانت في الحادية عشر من عمرها مع جورج خباز في (عبدو عبدو)، ثم عملت كمذيعة في قناة MTV اللبنانية منذ عام 2009 وهي في عمر السابعة عشر، وفي عام 2010 حصلت على أول دور تمثيلي لها، لكن انطلاقتها الحقيقية جاءت من خلال مسلسل (روبي).

## عن حياتها
بدأت مشوارها الفني في سن الحادية عشر مع الممثل اللبناني الشهير، جورج خباز، في فيلم «عبدو عبدو».
وفي العام 2009 بدأت سينتيا العمل كمقدمة برامج في إحدى المحطات التلفزيونية اللبنانية، ولم يتجاوز عمرها في ذلك الوقت السبعة عشر عاما، ثم حصلت على أول عمل درامي لها في عام 2010، لكن يعتبر مسلسل «روبي» هو محطة انطلاقها الحقيقية في عالم الدراما.

## حياتها الفنية
قدمت عدة أعمال تلفزيونية من المسلسلات والبرامج التلفزيونية ما بين عدة قنوات أهمها الإم تي في والإم بي سي وبدأت في الأول كمقدمة برامج ثم في عام 2012 قدممتت أول عمل مسلسل وهو روبي مع الممثلة سيرين عبد النور بدور غادة ومن أهم برامجها برنامج كوك أستوديو الذي عرض على قناة الإم بي سي بعام 2012 وقد وجد برنامج "Coke Studio" في سينتيا كل الصفات المطلوبة لتكون مقدمة البرنامج في نسخة 2014 إلى جانب السعودي حمزة إسكندر.
معروف عن سينتيا في الوسط وبين أصدقائها أنها خفيفة الظل وتعشق الضحك، كما عرفت بجمالها الطبيعي وحسن إطلالاتها رغم بساطتها، إذ تعشق مواكبة الموضة وعالم الأزياء مما زاد عدد متابيعيها على مواقع التواصل الاجتماعي.

## أعمالها

### الأفلام
| السنة | الفيلم           | الدور |
| ----- | ---------------- | ----- |
| 2015  | باباراتزي        |       |
| 2016  | يلا عقبالكن شباب |       |
| 2016  | ماكس وعنتر       |       |
| 2017  | شحن              |       |
| 2017  | زفافيان          | أمل   |
| 2021  | فرق خبرة         |       |

### المسلسلات
| السنة | المسلسل            | الدور   |
| ----- | ------------------ | ------- |
| 2012  | روبي               |         |
| 2012  | عندما يبكي التراب  |         |
| 2012  | ديو الغرام         |         |
| 2013  | جذور               |         |
| 2014  | عشرة عبيد صغار     |         |
| 2014  | اخترب الحي         |         |
| 2015  | أحمد وكريستينا     |         |
| 2015  | أبرياء ولكن        |         |
| 2017  | سماء صغيرة         |         |
| 2017  | بلحظة              | نايا    |
| 2018  | لأنك حبيبي         |         |
| 2020  | نمرة اتنين         | زينة    |
| 2020  | الحب جنون ج3       | كلارا   |
| 2021  | وادي الجن          |         |
| 2021  | قواعد الطلاق ال 45 | تارا    |
| 2021  | ضد الكسر           | مايا    |
| 2021  | حرب أهلية          | نادين   |
| 2021  | 8 أيام             |         |
| 2021  | بيمبو              | سونيا   |
| 2022  | وادى الجن ج2       |         |
| 2022  | دايما عامر         | ماهيتاب |

### البرامج
- 2012: كوك ستوديو (تقديم)
- 2015: ديو المشاهير 4، حصلت على المركز العاشر وحازت على مبلغ 3000 دولار أمريكي وقدمته لجمعية سفينة بالبترون.[6]
- 2022: رامز موفي ستار (ضيفة)

## وصلات خارجية
- الموقع الرسمي
- سينتيا خليفة على موقع IMDb (الإنجليزية)
- سينتيا خليفة على موقع قاعدة بيانات الأفلام العربية
- سينتيا خليفة على موقع قاعدة بيانات الفيلم (الإنجليزية)